# Амди, Алим
Али́м Амди́ (настоящее имя — Али́м Гани́ев; крымскотат. Alim Amdi (Ğaniyev); 1905, Адым-Чокрак, Таврическая губерния — ноябрь 1942, РСФСР) — советский крымскотатарский писатель, переводчик. Погиб на Великой Отечественной войне. Член Союза писателей СССР.

## Биография
Родился в 1905 году (по другим данным — 1908 год) в деревне Адым-Чокрак. Воспитывался в детском доме.
Учился в девятилетней образцовой школе-интернате. Вместе с ним учились Осман Амит, Сейтумер Османов. После окончания школы его призвали на службу в армию. Демобилизовавшись, работал в газете «Янъы дюнья» («Новый мир»). Публиковал стихи и переводы. Первые стихотворения — «Шайлы къызгъа» («Красной девице») и «Тревога».
Среди его патриотических стихотворений: «Шайлы къызгъа» («Красной девице») (1927), «Рур шахтёрларынынъ йыры» (1931), «Сигнал йыры», «Тревога» (1932), «Мектюп» («Письмо»), «Бешик йыры» («Колыбельная») (1937). В 1927 году опубликовал рассказ в жанре прозы «Шефика». Перевёл на крымскотатарский роман Николая Островского «Как закалялась сталь», поэму Шота Руставели «Витязь в тигровой шкуре», пьесу Уильяма Шекспира «Отелло», комедию Лопе де Вега «Испанский поп», рассказ Максима Горького «Уми», пьесу Н. В. Гоголя «Женитьба», рассказ И. С. Тургенева «Муму», роман Д. А. Фурманова «Чапаев». Выпустил сборник стихов «Сталинская молодёжь».
По пьесе «Решат» Алима Амди в октябре 1933 года на сцене Крымского Государственного татарского театра режиссёр Умер Девишев поставил одноимённый спектакль.
В 1940 году стихотворения Алима Амди были опубликованы в сборнике «Татарские писатели Крыма» в переводе на русский. Вместе с Аметом Азамом выпустили сборник стихотворений «Рапорт».
После начала Великой Отечественной войны был призван в армию. Служил в 62-й военно-морской бригаде Черноморского флота. Получил ранение в боях за Нальчик. Лечился в госпитале в Тбилиси. После лечения служил в 1130 полку 337-й дивизии. Амди служил в штабе дивизии. Редактировал дивизионную газету «Тревога».
Скончался в ноябре 1942 года во время обороны Малгобека. Получил ранение в живот во время бомбардировки. Установить точную дату и место захоронения Алима Амди пытался писатель Шамиль Алядин, однако безрезультативно.
В 1970 году его произведения были напечатаны в Ташкенте в сборнике «Он экилернинъ хатиреси» («Память о двенадцати»).

## Семья
Супруга — Шефика Джемалединовна Ганиева. Дочь — Джульетта (род. 1938).